# Szópia
Szópia (vagy Szopje, horvátul: Sopje) falu és község Horvátországban Verőce-Drávamente megyében.

## Fekvése
Verőce központjától légvonalban 28, közúton 30 km-re keletre, Nyugat-Szlavóniában, a Dráva jobb partján, a Drávamenti-síkságon fekszik. Egykor kompátkelés volt itt a Dráván. Az I. világháború végéig Révfalut és Szópiát vasúti híd kötötte össze, melyet a háborút követően leromboltak, a kapcsolat azóta sem állt helyre.

## A község települései
A községhez közigazgatásilag Gornje Predrijevo, Grabić, Josipovo, Kapinci, Nova Šarovka, Novák, Sopjanska Greda, Szópia, Španat, Vaska és Visnyica települések tartoznak.

## Története
A régészeti leletek tanúsága szerint területe már a történelem előtti időkben is lakott volt. Ezt igazolja a határában található számos őskori és ókori régészeti lelőhely. A középkori Szópiáról kevés történeti adat maradt fenn. Bizonyos, hogy már 1334-ben létezett az itteni Szűz Mária plébánia, melyet „Item ecclesia sancte Marie de Zopia” alakban említ a pápai tizedjegyzék a zágrábi püspökség plébániái között.
Egykori vára az 1556-os várösszeírásban „Zopiia” alakban szerepel a török kézre került várak között. Maradványai, melyet a köznép Turski gradként, azaz Török várként ismer ma is megtalálhatók a település határában. Az egykori vár központi része egy platón állt, körülötte nyugatról, délről és keletről U-alakban sánc és töltés húzódott. Északi oldalát a Dráva régi folyása védte. Mivel a vár területét északról, keletről és délről mintegy 500 méter távolságban szintén az akkori Dráva medre övezte félszigetet képezett a térségnek ebben a részében. A közeli „Selište” dűlőnév a vár szomszédságában volt egykori település létét valószínűsíti, mely a várjobbágyok faluja lehetett. A középkori települést valószínűleg az 1532-es török hadjárat pusztította el. A vár területén kiásott leletek arra utalnak, hogy a várat a török nem rombolta le, hanem megerősítette és török őrség állomásozott benne.
A térség csak Verőce várának visszafoglalása, 1684 után népesült be újra. A verőcei uradalomhoz tartozott. A verőcei uradalom falvainak 1729-ben Sprigginkler József által készített összeírása szerint Szopje a Dráva és mocsarai között fekszik. Ha a Dráva vízállása a szokásosnál magasabb és kiönt, az árvíz visszahúzódása után a parókia kertjében a halakat hálóval lehet összefogni. A nagyobb halak közül csukát, pontyot, „mugiles”-t és más, kisebb halakat szoktak fogni. A szántóföld-terület erdős, bozótos területen fekszik. Erdejei többnyire nyírfa-, füzes- és hársfaerdők (kevés tölgyerdővel), összesen 500 hold kiterjedésben. A faluhoz sziget is tartozik.
Az első katonai felmérés térképén „Dorf Sopie” néven találjuk. Lipszky János 1808-ban Budán kiadott repertóriumában „Sopje” néven szerepel. Nagy Lajos 1829-ben kiadott művében „Szopje” néven 172 házzal, 995 katolikus és 164 ortodox vallású lakossal szerepel.
Verőce vármegye Szalatnoki járásának része volt. 1857-ben 1.101, 1910-ben 1.251 lakosa volt. 1910-ben a népszámlálás adatai szerint lakosságának 86%-a horvát, 9%-a magyar, 4%-a szerb anyanyelvű volt. Az I. világháború után 1918-ban az új szerb-horvát-szlovén állam, majd később (1929-ben) Jugoszlávia része lett. 1991-ben 667 főnyi lakosságának 97%-a horvát nemzetiségű volt. 2011-ben a településnek 524 lakosa volt.

## Lakossága
| Lakosság változása | Lakosság változása | Lakosság változása | Lakosság változása | Lakosság változása | Lakosság változása | Lakosság változása | Lakosság változása | Lakosság változása | Lakosság változása | Lakosság változása | Lakosság változása | Lakosság változása | Lakosság változása | Lakosság változása | Lakosság változása |
| ------------------ | ------------------ | ------------------ | ------------------ | ------------------ | ------------------ | ------------------ | ------------------ | ------------------ | ------------------ | ------------------ | ------------------ | ------------------ | ------------------ | ------------------ | ------------------ |
| 1857               | 1869               | 1880               | 1890               | 1900               | 1910               | 1921               | 1931               | 1948               | 1953               | 1961               | 1971               | 1981               | 1991               | 2001               | 2011               |
| 1.101              | 1.157              | 1.179              | 1.151              | 1.255              | 1.251              | 1.157              | 1.356              | 1.281              | 1.257              | 1.167              | 900                | 746                | 667                | 596                | 524                |

## Nevezetességei
- Szent Mária Magdolna tiszteletére szentelt római katolikus plébániatemploma 1775-ben épült a település közepén. 1802-ben szentelték fel. Egyhajós, későbarokk épület félköríves apszissal, melyben a szentély helyezkedik el. A szentélyhez négyszögletes sekrestye csatlakozik. Homlokzatát pilaszterek, ablakok, szoborfülkék és födémek tagolják. A barokk toronysisakkal fedett harangtorony a főhomlokzat felett magasodik. Az épületet 1914/15-ben kívül-belül megújították. Megújult a főoltárt és új orgonát is kapott a templom. Ekkor építették a két mellékoltárt, melyek Szent Vid és Szent József tiszteletére vannak szentelve.
- A helyi hagyomány szerint a középkori Szent Vid templom maradványai a falutól délre fekvő Lužnjak-erdőben találhatók azon a területen, ahol nem sokkal ezelőtt késő középkori épület és temető nyomait találták.[14]
- A falu másik régészeti lelőhelye a helyiek által „Turski gradként” ismert terület, a középkori vár maradványaival. Az egykori vár központi része egy platón állt, körülötte nyugatról, délről és keletről U-alakban sánc és töltés húzódott. Északi oldalát a Dráva régi folyása védte. Mivel a vár területét északról, keletről és délről mintegy 500 méter távolságban szintén az akkori Dráva medre övezte félszigetet képezett a térségnek ebben a részében. A földterület tulajdonosának Tomo Novoselacnak az elmondása szerint amikor a 20. század elején az apja a plató déli részén egy kisebb gödröt ásott fahíd maradványaira és téglából épített falra bukkant. A beásott földben egy vasból öntött török ágyú maradványára is rábukkant, melyet 1976-ban a verőcei múzeumnak adott.[15]

## Gazdaság
A község lakosságának legnagyobb része ma is a mezőgazdaságból él. Az utóbbi időben fejlődött a turizmus. Kerékpárút és gyalogutak épültek a Dráva mentén, de sokan járnak a környékre vadászni, horgászni és lovagolni is. További nagy lehetőség rejlik a turizmus és a vendéglátás további fejlesztésében, a természeti környezet rendezésében, a Drávamellék szépségeinek bemutatásában. A Drávaparti csatornák, egykori holtágak, füzesek és nyárfások környéke számos ritka madárfaj költőhelye.

## Kultúra
- A helyi kulturális élet fő szervezőjét a KUD Podravac kulturális és művészeti egyesületet 1981-ben alapították.
- A település fő kulturális rendezvénye a „Dravsko proljeće” azaz Drávai tavasz nemzetközi kulturális fesztivál, melynek célja a Dráva mindkét partján elő horvát hagyományok és kultúra megőrzése és fejlesztése. A rendezvényeken a népdalokon és táncokon kívül a szópiai Etno egyesület keretében nagy figyelmet fordítanak a népviselet megőrzésére is.

## Oktatás
A helyi oktatás kezdetei 1822-ig nyúlnak vissza, amikor az akkori plébános Paulus Odabašić kezdeményezésére megnyílt az első iskola. A plébánia feljegyzései szerint az iskola egy új épületben működött, ami akkoriban ritkaságnak számított. Az egyetlen tanító Josip Springer akkor 20 tanulót oktatott az épületben. Szópián kívül Gorje Predrijevo, Vaška, Kapinici és Noskovci diákjai is ide jártak. Ma Szópián a szagyolcai „Davorin Trstenjak” elemi iskola területi iskolája működik két alsó tagozatos osztállyal és 25 tanulóval. A felső tagozatra Szagyolcára 48 tanuló jár.

## Sport
- Az NK Podravac Sopje labdarúgóklubot 1947-ben alapították.
- Sport és rekrációs együletek a „Šport za sve” és a „Podravac” Sopje.